# Mahenoides
Mahenoides es un género de escarabajos longicornios de la tribu Acanthocinini que contiene una sola especie, Mahenoides pauliani. La especie fue descrita por Breuning en 1957.
Se distribuye por Madagascar. Mide aproximadamente 3 milímetros de longitud.